# 14 апреля
14 апреля — 104-й день года (105-й в високосные годы) по григорианскому календарю.
До конца года остаётся 261 день.
До 15 октября 1582 года — 14 апреля по юлианскому календарю, с 15 октября 1582 года — 14 апреля по григорианскому календарю.
В XX и XXI веках соответствует 1 апреля по юлианскому календарю.

## Праздники и памятные дни

### Национальные
- Россия — День войск противовоздушной обороны России
- Беларусь — День войск противовоздушной обороны Беларуси
- Украина — День ГАИ МВД
- Ангола — День молодёжи
- Бангладеш — Бенгальский Новый год
- Грузия — День родного языка
- Мьянма — Фестиваль воды
- Сальвадор,  Гаити,  Гондурас,  Венесуэла — Панамериканский день

### Неофициальные
- Республика Корея — Чёрный день

### Религиозные

#### Православные[2][3]
- Память праведного Ахаза[4].
- Память мучеников Геронтия и Василида (III)[4].
- Память преподобной Марии Египетской (522)[4].
- Память преподобного Макария, игумена Пеликитской обители (ок.830)[4].
- Память мученика Авраамия Болгарского, Владимирского чудотворца (1229)[4].
- Память преподобного Геронтия, канонарха Печерского, в Дальних пещерах (XIV)[4].
- Память преподобного Евфимия, архимандрита Суздальского, чудотворца (1404)
- Память преподобного Варсонофия Оптинского (1913)[4].
- Память священномученика Сергия Заварина, пресвитера (1938)[4].
- Память преподобномучеников 600 отцов Давидо-Гареджийских (XVII век)[4].
- Шуйской иконы Божией Матери «Одигрия»[4].

### Именины
- Православные: Ефим, Макар, Мария.
- Католические: Людвина, Юстина, Валерьян, Ламберт.

## События

### До XIX века
- 43 год до н. э. — битва при Форум Галлорум между войсками сторонников Цезаря под командованием Гая Вибия Пансы Цетрониана и Марка Антония, закончившаяся поражением последнего.
- 966 — польский князь Мешко I и его приближённые приняли христианство (предположительная дата)[5].
- 972 — в соборе Святого Петра в Риме Оттон II заключил брак с византийской принцессой Феофано.
- 1205 — битва под Адрианополем между болгарами под предводительством болгарского царя Калояна и крестоносцами под предводительством Балдуина I.
- 1471 — Сражение под Барнетом между йоркистами — под командованием короля Эдуарда IV и ланкастерцами — под командованием графа Ричарда Уорика во время войны Алой и Белой розы в Англии.
- 1543 — Завершилась испанская экспедиция Бартоломео Феррело (исп. Bartolome Ferrelo), открывшая залив Сан-Франциско.
- 1611 — Принцем Федерико Чези впервые использовано слово «телескоп».
- 1618 — В Сибири на берег реки Томь высадился отряд казаков и начал возведение Кузнецкого острога (ныне город Новокузнецк).
- 1621 — Объявлено о самороспуске союза германских князей «Протестантская Лига».
- 1687 — Английский король Яков II дал равные права католикам и протестантам.
- 1780 — Сражение при Монкс-Корнер во время осады Чарлстона.

### XIX век
- 1801 — Император Александр I упразднил Тайную экспедицию при Сенате и отменил пытки при допросах.
- 1828 — Американский лексикограф Ноа Уэбстер опубликовал свой Американский словарь английского языка.
- 1842 — Подписание Николаем I Указа об обязанных крестьянах. Переход бывших крепостных крестьян на договорные отношения с помещиками.
- 1847 — британское судно «Клеопатра»[англ.], перевозившее каторжников из Мумбаи в Сингапур, затонуло во время тропического циклона; погибло более 250 человек[6].
- 1848 — Создание секретного цензурного комитета под председательством графа Д. П. Бутурлина для наблюдения за печатью.
- 1849 — Венгерские повстанцы объявили о независимости Венгрии от Австрии.
- 1864 — Испанский флот захватил острова Чинча у побережья Перу, что послужило началом Испано-южноамериканской войны.
- 1865 — Смертельное ранение 16-го президента США Авраама Линкольна в результате покушения на его жизнь; на следующий день Линкольн скончался.
- 1871 — В Германии учреждён парламент — рейхстаг.
- 1894 — Состоялась первая публичная демонстрация кинопроектора Эдисона.
- 1900 — В Париже открылась крупнейшая в Европе международная выставка.

### XX век
- 1909
  - Создана Англо-Персидская нефтяная компания (ныне — BP).
  - Начало христианских погромов в Адане в Османской империи.
- 1912
  - за несколько минут до полуночи «Титаник» столкнулся с айсбергом.
  - Образован футбольный клуб «Сантос».
- 1918 — вышел декрет ВЦИК «О флаге Российской Республики»
- 1923 — в Петрограде основано издательство Российской академии наук (с 1963 — издательство «Наука»).
- 1924 — город Царицын награждён орденом Красного Знамени.
- 1927 — в шведском Гётеборге сошёл с конвейера первый автомобиль Volvo.
- 1929 — в Монте-Карло проведён первый Гран-при Монако.
- 1931 — свержение монархии и провозглашение Каталонской республики в Испании в результате Испанской революции 1931—1939 годов.
- 1932
  - в кембриджской лаборатории Резерфорда физики Кокрофт и Уолтон впервые добились искусственной ядерной реакции[7][8].
  - в Ленинграде газифицирован первый жилой дом по ул. Рузовской, д. 15.
- 1940 — на Западной Украине у священников изъяли книги регистрации браков.
- 1941 — сотрудники Кроноцкого заповедника на Камчатке обнаружили первый гейзер, позднее названный «Первенец». Так была открыта знаменитая Долина гейзеров.
- 1944 — взрыв в бомбейских доках, около восьмисот погибших (по неофициальным данным — более 1300)[9].
- 1945
  - В результате авианалёта более пятисот британских бомбардировщиков практически уничтожен исторический центр Потсдама[10].
  - Создание в Москве Главного ботанического сада Академии наук СССР.
- 1953 — Первый полёт многоцелевого вертолёта Ка-15 — первого серийного вертолёта ОКБ Н. И. Камова.
- 1956 — Фред Пфост (англ. Fred Pfost) из компании Александра Понятова «Ampex» и вице-президент CBS Билл Лодж (англ. Bill Lodge) продемонстрировали в Чикаго первый видеомагнитофон — VR1000 фирмы Ampex.
- 1961
  - Первая передача телевизионной программы из Москвы в столицы стран Западной Европы по сетям «Евровидения» и «Интервидения».
  - Указом Президиума Верховного Совета СССР утверждено Положение о почётном звании «Лётчик-космонавт СССР».
  - Началась операция в заливе Свиней на Кубе.
- 1967 — во время торжеств по случаю 60-летия президента и диктатора Гаити Франсуа Дювалье в столице страны Порт-о-Пренсе взорвалось несколько бомб. Взрывы были организованы гаитянской оппозицией и послужили поводом для начала массовых репрессий.
- 1975 — На референдуме в гималайском княжестве Сикким большинство населения проголосовало против независимости и за присоединение к Индии.
- 1980 — первая коммерческая видеокассета в Англии (с концертом Гарри Ньюмена (англ. Harry Newman)).
- 1981 — закончился первый пилотируемый полёт по программе «Спейс Шаттл» (шаттл «Колумбия», миссия STS-1); командир экипажа — Джон Янг.
- 1983 — первый радиотелефон начал продаваться в Великобритании.
- 1988 — подписание международных Женевских соглашений о политическом урегулировании в Афганистане.
- 1991 — из музея Ван Гога в Амстердаме было похищено 20 картин на $500 млн.
- 1994 — в Ираке «дружественным огнём» сбиты два американских вертолёта Black Hawk, 26 погибших.
- 1998 — в Екатеринбурге силами УВД города разогнаны около 4000 (по официальным данным) студентов, протестовавших против реформы образования[11].

### XXI век
- 2001 — окончательная смена руководства на НТВ. Не согласившиеся с новым руководством ушли вначале на ТНТ, а затем на ТВ-6.
- 2003
  - американцы в Багдаде захватили лидера Палестинского фронта освобождения Абу Аббаса (Мухаммада Зайдана).
  - учёные объявили о завершении основных работ по расшифровке генома человека[12].
- 2010
  - Землетрясение в городе Юйшу в Китае. Погибло более 300 человек[13].
  - Из-за извержения вулкана Эйяфьядлайёкюдль произошло массовое закрытие аэропортов в Европе и отмена рейсов.
- 2014 — теракт в Абудже, более 80 погибших.
- 2022 — вторжение России на Украину: потопление крейсера «Москва».
- 2023 — в России вступил в силу Федеральный закон № 127-ФЗ 2023 года, также известный как «закон об отмене повесток». От публичного объявления о намерении принятия закона до его подписания Путиным (после голосования в обеих палатах парламента) прошло около 4 суток.

## Родились

### До XIX века
- 216 — Мани (наст.имя Сураик; ум. 273 или 276), вавилонский проповедник, объявивший себя пророком, основатель персидской дуалистической религии — манихейства.
- 1126 — Аверроэс (или Ибн Рушд; ум. 1198), арабский андалусский философ.
- 1527 — Абрахам Ортелий (ум. 1598), фламандский картограф, издатель первого современного атласа.
- 1557 — Лев Сапега (ум. 1633), белорусский мыслитель, государственный, общественный и военный деятель Великого княжества Литовского, Великий гетман Литовский (1625—1633).
- 1578 — Филипп III (ум. 1621), король Испании, Португалии и Алгарве (1598—1621).
- 1629 — Христиан Гюйгенс (ум. 1695), голландский математик, физик, механик и астроном.
- 1695 — Пьетро Гварнери (ум. 1762), итальянский скрипичный мастер.
- 1738 — Уильям Кавендиш-Бентинк (ум. 1809), 15-й и 20-й премьер-министр Великобритании (1783 и 1807—1809).
- 1745 — Денис Фонвизин (ум. 1792), писатель, драматург, создатель русской бытовой комедии («Недоросль», «Бригадир»).
- 1754 — граф Николай Румянцев (ум. 1826) министр иностранных дел России (1807—1814) и знаменитый коллекционер, собравший уникальную коллекцию книг и рукописей — так называемый Румянцевский музей.
- 1773 — Жан-Батист Виллель (ум. 1854), премьер-министр Франции (1821—1828).

### XIX век
- 1831 — Герхард Рольфс (ум. 1896), немецкий исследователь Африки, первый европеец, пересёкший Африку от Средиземноморья до Гвинейского залива.
- 1841 — Джон Форстер Олкок (ум. 1910), футболист, один из организаторов Футбольной ассоциации Англии.
- 1849 — Сергей Мосин (ум. 1902), русский конструктор и организатор производства стрелкового оружия.
- 1857 — Виктор Горслей (ум. 1916), английский нейрохирург, первым в мире удаливший спинную опухоль.
- 1858 — Виктор Симов (ум. 1935), русский советский художник и сценограф.
- 1862 — Пётр Столыпин (ум. 1911), русский государственный деятель, министр внутренних дел, премьер-министр России (1906—1911), инициатор аграрной реформы.
- 1868 — Петер Беренс (ум. 1940), немецкий архитектор и дизайнер.
- 1870 — Виктор Борисов-Мусатов (ум. 1905), русский художник-символист («Водоём», «Призраки», «Осенняя песнь» и др.).
- 1879 — Адольф Бергман (ум. 1926), шведский полицейский и спортсмен (перетягиватель каната), олимпийский чемпион (1912).
- 1883 — Александр Брянцев (ум. 1961), актёр театра и кино, театральный режиссёр, основатель и руководитель (с 1921) первого в России театра для детей, народный артист СССР.
- 1888 — Владимир Нарбут (расстрелян в 1938), русский писатель, поэт и литературный критик, акмеист.
- 1889 — Арнольд Джозеф Тойнби (ум. 1975), английский историк и социолог, философ истории и культуролог.
- 1891 — Бхимрао Рамджи Амбедкар (ум. 1956), индийский юрист, экономист и политик.
- 1892
  - Хуан Бельмонте (ум.1962), испанский матадор-рекордсмен, герой Хемингуэя в романе «Смерть после полудня».
  - Клер Виндзор (урожд. Клара Виола Кронк; ум. 1972), американская актриса немого кино.
- 1900 — Нина Хрущёва (урожд. Кухарчук; ум. 1984), вторая супруга Генерального секретаря ЦК КПСС Н. С. Хрущёва.

### XX век
- 1902 — Яков Смушкевич (расстрелян в 1941), советский военачальник, дважды Герой Советского Союза, первый еврей — Герой Советского Союза.
- 1903 — Анри Корбен (ум.1978), французский исламовед, крупнейший исследователь иранской мистики.
- 1904 — сэр Джон Гилгуд (ум.2000), английский актёр, театральный режиссёр, лауреат премий «Оскар», «Золотой глобус» и др.
- 1906
  - Фейсал ибн Абдул-Азиз Аль Сауд (ум.1975), король Саудовский Аравии (1964—1975).
  - Василий Яновский (ум.1989), русский писатель, литературный критик, публицист и мемуарист, эмигрант.
- 1907 — Франсуа Дювалье (ум.1971), бессменный президент (диктатор) Гаити (с 1957 до своей смерти).
- 1908
  - Мария Шаманова (ум.1994), советская легкоатлетка, 14-кратная чемпионка СССР.
  - Лев Разгон (ум.1999), русский писатель, литературный критик и журналист, правозащитник, узник ГУЛАГа, один из основателей Общества «Мемориал».
- 1912 — Робер Дуано (ум.1994), французский фотограф, мастер гуманистической французской фотографии.
- 1915 — Пётр Глебов (ум.2000), актёр театра и кино, народный артист СССР.
- 1919 — Ян Режняк (ум.2007), самый результативный лётчик-ас фашистской Словакии.
- 1920 — Ирина Ликсо (ум.2009), актриса Малого театра и кино, народная артистка РСФСР.
- 1923 — Лидия Вертинская (ум.2013), советская и российская киноактриса, художница.
- 1925 — Род Стайгер (ум.2002), американский актёр, обладатель премий «Оскар», «Золотой глобус» и др.
- 1927 — Алан Макдиармид (ум.2007), новозеландский и американский химик, лауреат Нобелевской премии (2000).
- 1930
  - Витаутас Жалакявичус (ум.1996), литовский кинорежиссёр, сценарист, народный артист РСФСР и Литовской ССР.
  - Брэдфорд Диллман (ум.2018), американский актёр театра, кино и телевидения.
- 1933 — Юрий Оганесян, советский, российский и армянский физик, академик РАН, в честь него назван оганесон.
- 1938 — Брюс Альбертс, американский биохимик, глава Академии Наук США (1993—2005).
- 1941 — Пола Ракса, польская актриса театра, кино и телевидения.
- 1942
  - Валерий Брумель (ум.2003), советский легкоатлет (прыжки в высоту), олимпийский чемпион (1964).
  - Валентин Лебедев, советский космонавт, дважды Герой Советского Союза (1973 и 1982).
- 1943
  - Николай Петров (ум.2011), пианист, педагог, музыкально-общественный деятель, народный артист СССР.
  - Чаба Феньвеши (ум. 2015), венгерский фехтовальщик на шпагах, трёхкратный олимпийский чемпион.
- 1944 — Нгуен Фу Чонг (ум. 2024), вьетнамский политический и государственный деятель, президент Вьетнама (2018—2021), Генеральный секретарь ЦК КПВ (с 2011 года).
- 1945 — Ричи Блэкмор, британский рок-музыкант, гитарист, певец и композитор, участник групп «Deep Purple», «Rainbow».
- 1949 — Саттар Рахметов, казахский юрист, доктор юридических наук, профессор, один из составителей Уголовного кодекса Казахстана.
- 1951 — Пётр Мамонов (ум. 2021), российский рок-музыкант, гитарист («Звуки Му»), актёр, поэт, радиоведущий.
- 1954 — Брюс Стерлинг, американский писатель-фантаст, журналист и литературовед.
- 1955 — Алексей Лебедь (ум.2019), российский политик, депутат Госдумы, член Совета Федерации.
- 1957 — Михаил Плетнёв, пианист, композитор и дирижёр, народный артист РСФСР.
- 1958 — Питер Капальди, шотландский актёр, известен ролью Двенадцатого Доктора в телесериале «Доктор Кто».
- 1961 — Роберт Карлайл, шотландский актёр театра, кино, телевидения и озвучивания.
- 1965 — Юкихиро Мацумото, японский программист, создатель языка программирования Ruby.
- 1969 — Хаттаб (уб.2002), арабский наёмник, активный участник Чеченского конфликта на стороне сепаратистов.
- 1970 — Андрей Воробьёв, российский государственный и политический деятель. Губернатор Московской области с 14 сентября 2013 года.
- 1971 — Василий Карасёв, российский баскетболист и тренер, двукратный серебряный призёр чемпионатов мира.
- 1973
  - Роберто Айяла, аргентинский футболист, олимпийский чемпион (2004).
  - Эдриен Броуди, американский актёр и продюсер, лауреат премий «Оскар» и «Сезар».
- 1975
  - Вероника Земанова, чешская фотомодель, фотограф, певица.
  - Василий Орлов, российский политик. Губернатор Амурской области с 27 сентября 2018 года.
- 1976 — Джорджета Дамьян, румынская спортсменка, 5-кратная чемпионка мира и Олимпийских игр по академической гребле.
- 1977 — Сара Мишель Геллар, американская актриса, телепродюсер.
- 1980 — Стивен Холкомб (ум. 2017), американский бобслеист, олимпийский чемпион (2010), многократный чемпион мира.
- 1984 — Шарль Амлен, канадский шорт-трекист, 4-кратный олимпийский чемпион, многократный чемпион мира.
- 1985 — Елена Костевич, украинский стрелок из пистолета, олимпийская чемпионка (2004).
- 1988 — Кристина Асмус, актриса театра, кино и дубляжа, телеведущая.
- 1993 — Джозефин Скрайвер, датская топ-модель.
- 1996 — Эбигейл Бреслин, американская актриса кино, телевидения, озвучивания и театра.

## Скончались

### До XIX века
- 1471 — граф Уорик, «делатель королей», командующий войсками ланкастерцев во время войны Алой и Белой Розы; убит йоркистами в битве у Барнета (к северу от Лондона).
- 1759 — Георг Фридрих Гендель (р.1685), немецкий и английский композитор.
- 1785 — Уильям Уайтхед (р. 1715), английский драматург, поэт-лауреат.

### XIX век
- 1842 — Александр Мария Агвадо (р.1784), парижский финансист.
- 1843 — Йозеф Ланнер (р. 1801), австрийский композитор, дирижёр и скрипач, один из родоначальников венского вальса.
- 1888 — Николай Миклухо-Маклай (р. 1846), русский путешественник и этнограф.
- 1891 — Джордж Генри Макензи (р.1837), шотландский и американский шахматист, крупнейший в США в 1870—1880-х гг.
- 1899 — Афанасий Бычков (р.1818), русский историк, археограф, библиограф, палеограф, академик Петербургской Академии наук (1869), директор Императорской публичной библиотеки (1882—1899), член Госсовета.

### XX век
- 1905 — Отто Струве (р. 1819), российский астроном, член Петербургской АН.
- 1910 — Михаил Врубель, русский художник.
- 1913 — Карл Хагенбек (р. 1844), немецкий предприниматель, основатель зоопарка Хагенбека в Гамбурге.
- 1915 — Луис Колома (р. 1851), испанский писатель.
- 1917 — Людовик Лазарь Заменгоф, создатель искусственного языка эсперанто.
- 1924 — Луис Салливан (р. 1856), американский архитектор, создатель первых небоскрёбов.
- 1928 — Мария Тенишева (р. 1858), российский общественный деятель, меценат, художник-эмальер, педагог и коллекционер.
- 1930 — Владимир Маяковский (р. 1893), русский советский поэт.
- 1935 — Эмми Нётер (р. 1882), немецкий математик, наиболее значительная из всех женщин-математиков в истории.
- 1936 — Николай Лихачёв, историк, палеограф, искусствовед, создатель Музея палеографии.
- 1938 — расстрелян Владимир Нарбут (р. 1888), русский поэт, литературный критик, акмеист.
- 1943 — Яков Джугашвили (р. 1907), старший лейтенант, старший сын И. В. Сталина.
- 1950 — Рамана Махарши, индийский религиозный деятель и философ.
- 1954 — Михаил Авилов (р. 1882), русский советский живописец-баталист.
- 1964 — Рейчел Карсон (р. 1907), американский биолог, писательница, деятельница в сфере охраны природы.
- 1975 — Фредрик Марч (р. 1897), американский актёр, обладатель двух «Оскаров».
- 1980 — Джанни Родари (р. 1920), итальянский детский писатель.
- 1984 — Анатолий Аграновский (р. 1922), советский журналист, публицист, писатель, певец, кинодраматург.
- 1986 — Симона де Бовуар (р. 1908), французская писательница, философ, идеолог феминизма.
- 1999 — Ирина Блохина (р. 1921), советский микробиолог, академик РАМН, составительница системы классификации бактерий.

### XXI век
- 2001 — Хироси Тэсигахара (р. 1927), японский режиссёр игрового и документального кино.
- 2002 — Марк Эрмлер (р. 1932), дирижёр, народный артист РСФСР.
- 2009 — Морис Дрюон (р. 1918), французский писатель, бывший министр культуры Франции.
- 2010 — Питер Стил (р. 1962) американский музыкант, основатель готик-метал группы Type O Negative и хардкор-проекта Carnivore.
- 2011 — Уильям Нанн Липскомб (р.1919), американский химик, лауреат Нобелевской премии (1976).
- 2013 — Армандо Вильянуэва, перуанский политик, премьер-министр Перу (1988—1989).
- 2015 — Владимир Валуцкий (р.1936), киносценарист.
- 2021 — Йылдырым Акбулут (р. 1935), турецкий политик, премьер-министр Турции (1989—1991).
- 2023 — Мюррей Мелвин (р. 1932), английский актёр.
- 2025
  - Абдулла Ахмад Бадави (р. 1939), малайзийский политический и государственный деятель; премьер-министр Малайзии (2003—2009).
  - Яаков Киршен (р. 1938), израильский карикатурист, политический аналитик и блогер.

## Народный календарь, приметы и фольклор Руси
Марья — зажги снега / Заиграй овражки / Пустые щи / Пробуждение Домового / Именины Домового
- Марья половодье начинает.
- Если разлив на Марию Египетскую — травы будет много, а коли паводка ещё нет, то лето будет холодным и дождливым.
- Марья — пустые щи: выходит запас капусты (иное объяснение: Мария Египетская считается покровительницей раскаявшихся блудниц и блудников и судьёй на Страшном суде тех, кто не раскаялся, поэтому почиталось за грех в этот день есть что-либо, кроме пустых щей).
- Если ночь ясная и течёт тёплая вода, то лето будет тёплое и сухое[14].
- На Руси подмечали, что коли лёд сходит вдруг — год будет лёгким, хорошим.
- Лёд ломается хрясно — ходить по нему опасно[15].
- Наша Марья нашей Дарье двоюродная Парасковья.